# Congrégation de la Sainte Famille de Bergame
La congrégation de la Sainte Famille de Bergame (en latin Congregatio a Sacra Familia) constitue une congrégation cléricale de droit pontifical, pour l'apostolat rural.

## Historique
La congrégation est fondée à Villacampagna (Soncino) le 4 novembre 1863 par Paola Elisabetta Cerioli (1816 - 1865) pour les orphelins et les enfants d'agriculteurs, en mémoire de son fils Carlino, mort prématurément. Au début, la congrégation se compose uniquement de religieux laïcs assistés de prêtres diocésains mis à disposition de l'évêque de Bergame mais elle devient vite une congrégation cléricale.
L'institut est reconnu le 3 décembre 1868 par Pietro Luigi Speranza (it), évêque de Bergame et reçoit le décret de louange du Saint-Siège le 24 avril 1948.

## Activités et diffusion
Les religieux de la Sainte Famille se vouent principalement à l'apostolat rural.
Ils sont présents en Italie, Suisse, Brésil et Mozambique.
La maison-mère est à Martinengo.
Au 31 décembre 2016, la congrégation comptait 65 religieux dont 52 prêtres dans 15 maisons.